# Каренцин
Каренцин (њем. Karrenzin) општина је у њемачкој савезној држави Мекленбург-Западна Померанија. Једно је од 76 општинских средишта округа Пархим. Према процјени из 2010. у општини је живјело 634 становника. Посједује регионалну шифру (AGS) 13060038.

## Географски и демографски подаци
Каренцин се налази у савезној држави Мекленбург-Западна Померанија у округу Пархим. Општина се налази на надморској висини од 49 метара. Површина општине износи 26,4 km². У самом мјесту је, према процјени из 2010. године, живјело 634 становника. Просјечна густина становништва износи 24 становника/km².